# MILF

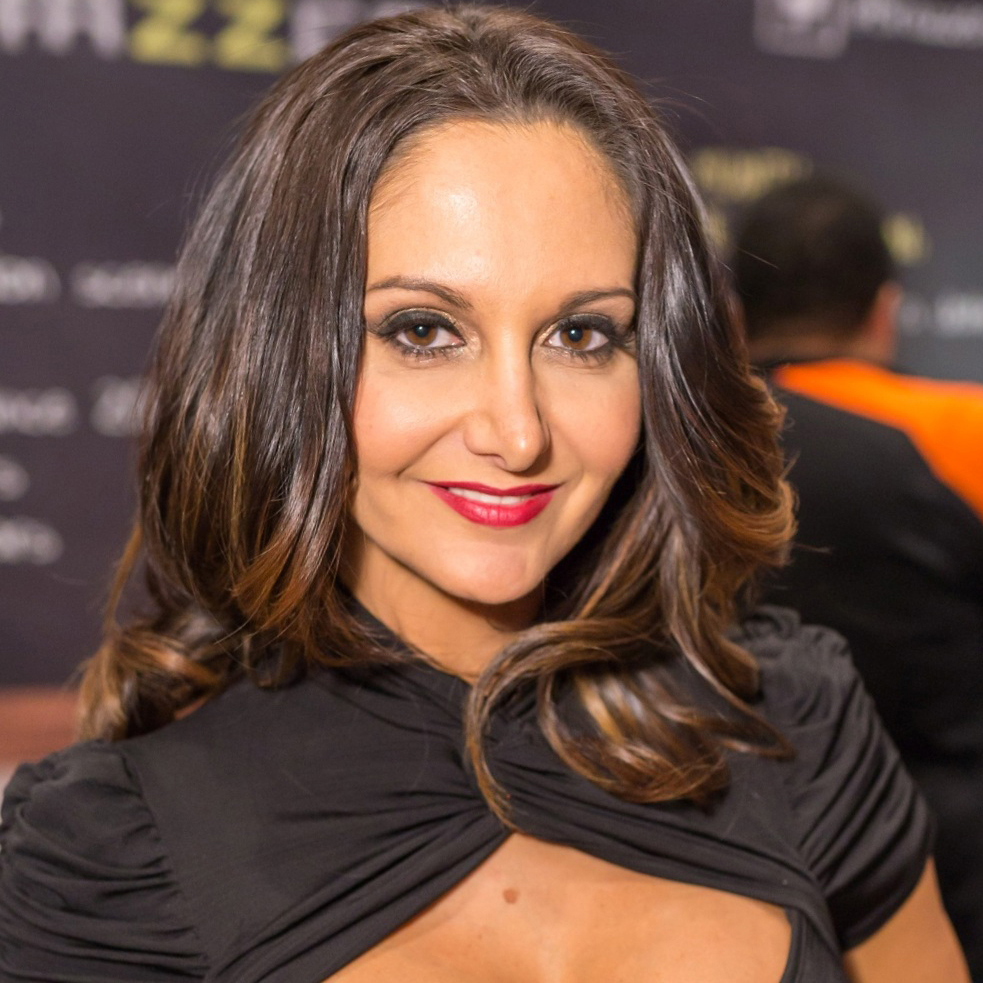
Americká pornoherečka Ava Addams (* 1979) na veletrhu AVN Expo, 2015

MILF je anglický akronym k mother I'd like to fuck (matka, co bych prcal (MCBP)), mezi „slušnější“ varianty výkladu patří mother I'd like to find (česky matka, kterou bych rád našel). 
Jde o termín, který se používá pro označení sexuálně atraktivních starších žen, většinou mezi 30 a 50 lety. Ženy takto označované však nemusejí nutně být matkami. Termín, zaznamenaný v roce 1992 mezi studenty univerzity v Berkeley, byl zpopularizován americkým filmem Prci, prci, prcičky (1999). Nadále je známý také z oblasti pornografie.
Internetový pornografický vyhledávač Pornhub v lednu 2014 zveřejnil statistiky, podle nichž byla takto vymezená kategorie druhou nejnavštěvovanější u mužů, hned za kategorií „teen“ (náctiletých), a v pořadí šestou u žen. U mužů byl rovněž tento termín druhým nejvyhledávanějším klíčovým slovem, zatímco u žen se umístil až na 16. příčce.
Existují i další varianty této zkratky, například DILF (Dad I'd…) nebo TILF (Teacher I'd…).